# Condado de Ochiltree
O Condado de Ochiltree é um dos 254 condados do estado americano do Texas. A sede do condado é Perryton, e sua maior cidade é Perryton.
O condado possui uma área de 2 378 km² (dos quais 1 km² estão cobertos por água), uma população de 9 006 habitantes, e uma densidade populacional de 4 hab/km² (segundo o censo nacional de 2000).
O condado foi fundado em 1876. É um dos 46 condados do Texas que proibem a venda de bebidas alcoólicas.